# Imelarén
Imelarén (en árabe: املاحن‎, en francés: Imellahène) es una localidad marroquí perteneciente al municipio de Tasaguín, en la región Oriental. Desde 1912 hasta 1956 perteneció a la zona norte del Protectorado español de Marruecos.